# Черевоногі
Черевоно́гі, або гастроподи (Gastropoda) — найбільший клас молюсків. Охоплює равликів і слимаків, а також значну кількість інших морських і прісноводних видів.

## Коротка характеристика
Кровоносна система у черевоногих незамкнена. Гемолімфа попадає з розкритих судин попадає в гемоцель. Є багатокамерне серце (1-4 предсердя, та 1 шлуночок), артерії,вени. Через серце проходять артеріальна кров (безбарвна). Навколо серця є перикард - залишок вторинної порожнини тіла.
Дихають черевоногі легенями (наземні види) та зябрами (підводні)
Травна система представлена:
- ротовим отвором,
- язик (одонтофор) та м'язами, що відводять язик (ретрактори), м'язами що приводять язик (протрактори)
- радула (тертка - язик вкритий шипиками та зубцями) та м'язами
- слинні залози
- зоб
- печінка (протоки відкриваються у шлунок)
- шлунком,
- кишечник
- анальним отвором.

Видільна система:
- Внутрішній кінець відкривається в перикард
- Нирка
- видільний канал
- видільний отвір (відкривається в мантійну порожнину)

Водні види виділяють аміак, наземні перероблюють аміак в сечову кислоту і виділяють.
Нервова система складається з 3х парних нервових вузлів (головний, ніжний, тулубовий), сполучених між собою, та нервів.
Органи чуття на голові - очні та на дотик та нюх, органи рівноваги.
Серед молюсків є роздільностатеві та гермафродити. Відкладають яйця (можливі живородні форми). Розвиток може бути як прямий, так і непрямий.
Деякі види: рапана, виноградний слимак, голий слизун, котушка рогова, ставковик великий.

## Особливості будови та процесів життєдіяльності
На відміну від двостулкових черепашка черевоногих молюсків є непарною. Вона може бути завитою спірально або мати вигляд ковпачка. Тіло черевоногих молюсків складається з трьох відділів: голови, ноги, що разом утворюють цефалоподіум, та нутрощевого мішка, який вкритий черепашкою. У більшості молюсків у черепашку здатний заховуватися весь цефалоподіум. Отвір, через який цефалоподіум висувається назовні, має назву устя. Устя багатьох водяних видів (наприклад, рапани) закривається міцною кришечкою з рогоподібної речовини. Ця кришечка слугує для захисту від ворогів. Оберти спіральної черепашки відділені один від одного швом, який в залежності від ступеня заглибленості може бути глибоким або мілким. Сукупність обертів черепашки, що піднімаються над устям, називаються завитками. При наростанні черепашки кожний наступний оберт може підніматися над попереднім — завиток піднімається над устям (турбоспіральна черепашка). Початкова частина завитка, яка є найстарішою частиною, має назву верхівки. Верхівка є ембріональною частиною черепашки. Відповідно напрямку закручування завитка відносно верхівки черепашки поділяються на правозакручені та лівозакручені. Правозакрученою черепашкою вважається така, в якій оберти загортаються за годинниковою стрілкою, якщо дивитися на черепашку з верхівки. Лівозакрученою черепашкою відповідно є черепашка, оберти якої загортаються проти годинникової стрілки. Визначити напрямок обертів планоспіральних черепашок дорослих молюсків досить важко. Вважається, що вони всі є правозакрученими.
Черепашка черевоногих молюсків складається з трьох шарів: зовнішнього — періостракуму, середнього — остракуму та внутрішнього перламутрового шару. У прісноводних черевоногих перламутровий шар редукований. На поверхні черепашки може утворюватися зовнішня скульптура, що виражається у появі на поверхні радіальних чи спіральних зморшок та різноманітних виростів.
На голові є одна чи дві пари щупалець. У деяких черевоногих, наприклад у голих слизнів, черепашка відсутня або вкрита шкірою. Нога має пласку підошву, пристосовану для повзання.
Переважна більшість черевоногих живиться клітинами бактерій чи водоростей, зішкрябуючи їх з підводних предметів за допомогою щелепи та тертки. Наземні види споживають тканини живих рослин або їх відмерлих частин. Є й хижі види. У деяких хижих морських видів, що живляться іншими молюсками, до складу слини входить сірчана кислота, що розчиняє черепашку жертви, або отрута, яка її паралізує.
Наземні, а також деякі прісноводні види дихають атмосферним повітрям за допомогою легені. У морських і деяких прісноводних видів органи дихання — це зябра (ктенидії).
Органи чуттів у черевоногих молюсків розвинені добре. Крім пари очей та органів дотику — щупалець, є також органи нюху, смаку й хімічного чуття. У нозі розташовані органи рівноваги.

## Розмноження та розвиток

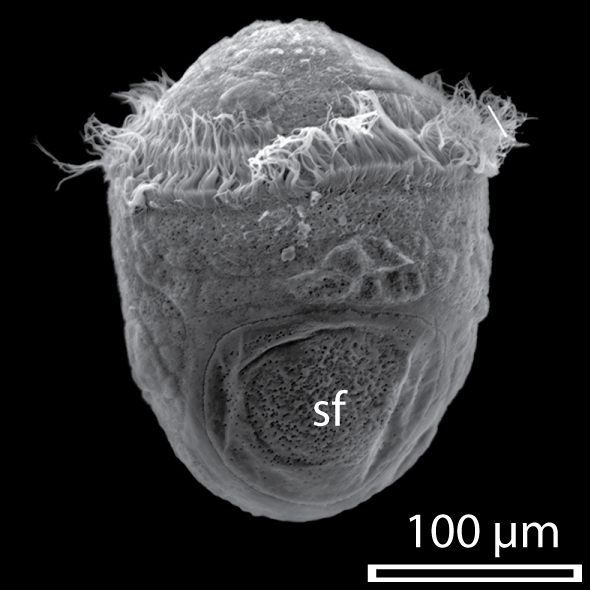
Личинка-трохофора Haliotis asinina через 9 год. після вилуплення

Серед черевоногих є як гермафродити, так і роздільностатеві види. Запліднення здебільшого внутрішнє. З відкладених яєць у наземних і прісноводних видів виходять маленькі особини, загалом подібні до дорослих. Тобто розвиток у цих тварин прямий. У більшості морських видів розвиток непрямий. З яєць виходять личинки, які ведуть планктонний спосіб життя, сприяючи розселенню виду.

## Роль у природі та житті людини
Черевоногі молюски — важлива складова водних і наземних угруповань організмів. Деякі види споживає в їжу людина (наприклад, виноградного слимака, рапана, трубача, літорину).
Черепашки молюсків (особливо мешканців тропічних морів, наприклад конусів чи мурексів) використовують як сувеніри, з них виготовляють ґудзики та прикраси.
Рослиноїдні види черевоногих обмежують чисельність водної рослинності, запобігаючи заростанню водойм. Наземні ґрунтові молюски збагачують ґрунт органічними та мінеральними речовинами.
Проте наземні черевоногі молюски (наприклад, голі слизуни) можуть ушкоджувати зернові та овочеві культури, плодові тіла їстівних грибів. Багато видів є проміжними хазяями паразитичних червів (малий ставковик — проміжний хазяїн печінкового сисуна, бітинія — котячого сисуна).

## Класифікація
Відомо понад 400 сучасних родин і близько 200 вимерлих.
У старих системах виділяли 4 підкласи черевоногих:
- Opisthobranchia[en] — задньозяброві
- Gymnomorpha[en] (безраковинні)
- Prosobranchia[en] (передньозяброві) — морські блюдечка, живородка, морські вушка
- Pulmonata (легеневі) — виноградний равлик, котушка, ставковики, бурштинівки

Згідно з вже застарілою системою 2005 року з урахуванням будови ДНК сучасна класифікація позбулася підкласів і рядів (вони замінені на клади), і вона була така:
- Клада Patellogastropoda[en]
- Клада Vetigastropoda[en]
- Клада Cocculiniformia[en]
- Клада Neritimorpha[en] (= Neritopsina)
- Клада Cyrtoneritimorpha[en]
- Клада Cycloneritimorpha[en]
- Клада Caenogastropoda
  - Architaenioglossa[en]
- Клада Sorbeoconcha[en]
- Клада Hypsogastropoda
  - Клада Littorinimorpha
  - Клада Neogastropoda
  - Клада Ptenoglossa[en]
- Клада Heterobranchia
  - «Нижчі Heterobranchia» (= Allogastropoda)
  - Opisthobranchia[en] — включає клади Cephalaspidea, Thecosomata, Gymnosomata, Aplysiomorpha (= Anaspidea), Sacoglossa, Umbraculida, Nudipleura і групи Acochlidiacea і Cylindrobullida.
- Pulmonata
  - Basommatophora[en]
  - Eupulmonata

Наприкінці 2017 року вийшла оновлена система черевоногих Ф. Буше та співавторів.

## Цікаві факти
- Найбільшим у світі черевоногим молюском є Syrinx aruanus, у якого довжина раковини може досягати 90 см.
- Рапана венозна випадково потрапила до Чорного моря з Японського, імовірно на днищах кораблів або з баластними водами (1947 року). Тепер цей хижак активно знищує устриць і мідій.
- Слинні залози тропічного молюска з роду Конус виробляють смертельну для людини отруту.